# Słowackie Siły Powietrzne
Słowackie Siły Powietrzne (słow. Vzdušné sily Ozbrojených síl Slovenskej republiky) – wojska lotnicze Słowacji, powstałe w wyniku podzielenia lotnictwa Czechosłowacji w 1993 roku. Całość wyposażenia pochodzi nadal z tamtego okresu, w odróżnieniu od Czeskich Sił Powietrznych, które zastąpiły już większość uzbrojenia produkcji sowieckiej. Słowacja modernizuje większość posiadanych statków powietrznych, aby mogły współpracować z NATO. Trzon sił powietrznych stanowi 12 zmodernizowanych MiG-29, w wyniku podziału posiadanej floty Słowacji przypadło 10 z 20 dostarczonych maszyn (10 czeskich Migów trafiło do Polski). W 2006 rozbił się An-24 Słowackich Sił Powietrznych, transportujący żołnierzy wracających z misji pokojowej w Kosowie, zginęło 42 żołnierzy i członków załogi, ocalała 1 osoba, była to najtragiczniejsza katastrofa lotnicza w słowackiej historii.

## Organizacja
Dopravné letecké krídlo (Skrzydło Lotnictwa Transportowego), Malacky-Kuchyňa
- 1 Dopravný roj (Eskadra Lotnictwa Transportowego): An-26
- 2 Dopravný roj (Eskadra Lotnictwa Transportowego): L-410

Zmiešané letecké krídlo (Skrzydło Lotnictwa Taktycznego), Sliač
1. Letka (1 Eskadra): MiG-29AS, UBS
2. Letka (2 Eskadra): L-39CM, ZAM
Vrtuľníkové letecké krídlo (Skrzydło Śmiłgowcowe),  Prešov
- 1 Bitevná vrtuľníková letka (Eskadra Śmigłowców Szturmowych): Mi-24
- 2. Dopravná vrtuľníková letka (Eskadra Śmigłowców Transportowych): Mi-17, Mi-8
  - Vyhľadávacia a záchranná služba (Search and rescue)
- 3 Výcviková vrtuľníková letka (Eskadra Śmigłowców Szkolnych): Mi-2

Protilietadlová raketová brigáda (Rakietowa Brygata Przeciwlotnicza), Nitra
- 1. Protilietadlová raketová skupina Nitra: S-300PMU
- 2. Protilietadlová raketová skupina Nitra: 2K12 Kub

## Historia
Wkrótce po upadku Układu Warszawskiego, w 1993 roku, Czechosłowacja podzieliła się na Republikę Czech i Republikę Słowacji. Obecnie państwa te są w pełni zintegrowane ze strukturami NATO oraz Unii Europejskiej. Siły Powietrzne Słowacji wciąż dysponują tym uzbrojeniem i sprzętem, które otrzymały po podziale sił zbrojnych. Samoloty odrzutowe MiG-29AS i MiG-29UBS oraz L-39CM i L-39ZAM Albatros stacjonują w dawnej radzieckiej bazie lotniczej Sliač, 156 km na północny wschód od stolicy państwa, Bratysławy.
Baza lotnicza położona w centralnej części Słowacji, nieco na północ od miasta Sliač, ma bogatą historię sięgającą 1934 roku, kiedy to pojawił się tu pierwszy samolot. Cztery lata później rozpoczęła się budowa koszar i zaczęto organizować szkołę lotniczą, położoną u brzegów rzeki Hron. Lotnisko otrzymało nazwę Tri Duby Letisko – Lotnisko Trzech Dębów. Odgrywało ono ważną rolę w czasie Powstania Słowackiego przeciwko Niemcom, w 1944 roku. Czeski dowódca, František Fajtl, dowodził grupą lotników, którzy przeszli szkolenie w Wielkiej Brytanii i następnie trafili na Front Wschodni, gdzie latali na radzieckich myśliwcach Ła-5FN. Fajtl został dowódcą 1.Czechosłowackiego Pułku Myśliwskiego i 17 września 1944 roku jednostkę przebazowano na teren kontrolowany przez powstańców, gdzie operowała ona w bardzo trudnych warunkach. Po drugiej wojnie światowej lotnisko było używane przez Siły Powietrzne Czechosłowacji, a także przez Česko Slovenské Aerolinie (czechosłowackie linie lotnicze), które zarządzały cywilnym portem lotniczym na terenie bazy. 5 stycznia 1968 roku zaczęła się Praska Wiosna, kiedy to reformator Alexander Dubček został wybrany na stanowisko I sekretarza Komunistycznej Partii Czechosłowacji. Praska Wiosna trwała od 21 sierpnia 1968 roku, kiedy to ZSRR i inne państwa Układu Warszawskiego dokonały inwazji na Czechosłowację, by przerwać wprowadzane reformy polityczne. W konsekwencji radzieckie wojska okupowały kraj i przejęły wszelkie obiekty wojskowe. Lotnisko Trzech Dębów stało się bazą dla około 10 000 żołnierzy, później ich liczba się zmniejszyła, ale w Sliač pozostali oni przez kolejne dwadzieścia dwa lata. Przed odejściem wojsk radzieckich na początku lat dziewięćdziesiątych w bazie stacjonowała 100.Samodzielna Eskadra Lotnictwa Rozpoznawczego wyposażona w samoloty myśliwsko-bombowe Su-17M3 dostosowane do przenoszenia zasobników rozpoznawczych KKR oraz 238.Pułk Śmigłowców dysponujący śmigłowcami szturmowymi Mi-24W i Mi-24P oraz uzbrojonymi śmigłowcami transportowo-desantowymi Mi-8MT, obie jednostki wchodziły w skład 131.Nowogrodzkiej Dywizji Lotnictwa Mieszanego ze sztabem w miejscowości Milovice-Mlada, która grupowała całość radzieckich sił lotniczych w Czechosłowacji (dodatkowo w skład dywizji wchodził 114.Pułk Lotnictwa Myśliwskiego, bazujący w Milovice-Mlada i wyposażony w samoloty MiG-29 i MiG-23MLD. 100.Samodzielna Eskadra Lotnictwa Rozpoznawczego w 1990 roku została przeniesiona do Monczegorska, gdzie jeszcze w tym samym roku uległa rozformowaniu. Natomiast 238.Pułk Śmigłowców na początku lat dziewięćdziesiątych trafił w rejon Orenburga, gdzie w 1998 roku ostatecznie spotkał go taki sam los.
Współczesna historia bazy w Sliač zaczęła się, gdy trafiły tu jednostki lotnicze oraz ubezpieczenia i zabezpieczenia lotów przeniesione z baz Brno, Náměšť nad Oslavou i Přerov. Z przeniesionych jednostkach sformowano tu 81.Samodzielną Eskadrę Lotnictwa Myśliwskiego wyposażoną w MiG-21MF i MiG-21UM  oraz 81.Batalion Radiotechniczny i Lotniskowy. Pierwszy samolot MiG-21MF pilotowany przez ppłk. Jozefa Krakovskiego wylądował na lotnisku 7 maja 1991 roku. Od tego też dnia baza Sliač stała się domem dla 31 pilotów myśliwskich. Pierwsze samoloty myśliwskie MiG-29 otrzymane w wyniku podziału lotnictwa czechosłowackiego przybyły na Słowację w grudniu 1992, tuż przed formalnym rozdzieleniem obu państw co nastąpiło z dnia 1 stycznia 1993 roku. Był to też dzień, w którym sformowano 1.Bazę Lotniczą na lotnisku Trzech Dębów. Słowackie „miasteczko myśliwców” gościło kilka wersji samolotów MiG-21, MiG-29, L-39 Albatros oraz śmigłowce Mi-17.
28 sierpnia 2002 roku 1.Baza Lotnicza oficjalnie imię jedno z najlepszych czechosłowackich pilotów drugiej wojny światowej, generała majora Otto Smika, pilota myśliwskiego służącego w Royal Air Force. Smik zestrzelił 9 niemieckich samolotów oraz 3 pociski skrzydlate V-1. 20 października 1943 roku Król Jerzy VI Windsor odznaczył go najwyższym odznaczeniem lotniczym DFC. Zginął podczas zadania na terenie Holandii w wieku 22 lat. Baza nosząca jego imię utrzymuje dwie eskadry zmodernizowanych samolotów odrzutowych, dwanaście MiG-29AS i MiG-29UBS oraz dziesięć L-39CM i L-39ZAM Albatros.

### Słowackie MiG-29
W latach osiemdziesiątych czechosłowacki rząd, zdecydował o zakupie 40 myśliwców MiG-29. Zamówiono samoloty o jednomiejscowej wersji bojowej 9-12A oraz dwumiejscowej wersji szkolno-bojowej 9-51A (pozbawionej kompleksu radiolokacyjnego), przy czym literka „A” oznacza odmianę eksportową do krajów „zaprzyjaźnionych”. Z 40 zamówionych maszyn ostatecznie tylko 20 dotarło do CSRS i trafiły one do 11.Pułku Lotnictwa Myśliwskiego w Žatec (z zakupu pozostałych zrezygnowano), położonego blisko 70 km na północnych zachód od Pragi. Wśród nich było 18 jednomiejscowych samolotów bojowych MiG-29UB. Samoloty nosiły charakterystyczny brązowo-zielony kamuflaż. Początkowo sześć czechosłowackich MiG-29 było dostosowanych do przenoszenia taktycznej broni jądrowej, ale w ramach porozumienia o ograniczeniu zbrojeń konwencjonalnych w Europie (CFE-1) odpowiednie wyposażenie zostało z nich usunięte. W końcu 1992 roku podzielono je równo po dziesięć egzemplarzy między Republikę Czeską a Republikę Słowacką. 1 stycznia 1993 roku w bazie Sliač sformowano 1.Pułk Lotnictwa Myśliwskiego. Jego 1.Eskadra Lotnictwa Myśliwskiego „Tigria” początkowo miała do dyspozycji 9 MiG-29 oraz 1 MiG-29UB. Wówczas na samolotach tych latało tylko kilku słowackich pilotów, którzy wcześniej służyli w bazie Žatec. Dlatego w czeskiej już bazie zorganizowano dla słowackich pilotów dodatkowy trzymiesięczny kurs szkoleniowy, by odpowiednio przygotować pozostały personel wytypowany do latania na MiG-29. Wszystkie słowackie samoloty zostały dostarczone do Sliač w okresie od 9 do 29 grudnia 1992 roku.
Po rozpadzie Układu Warszawskiego i ZSRR pozostały długi wobec dawnych państw Bloku Wschodniego i Federacja Rosyjska zaczęła poszukiwać sposobów ich spłacenia, w tym dostawami sprzętu wojskowego. Słowacja otrzymała dwie partie MiG-29 wyprodukowanych dla ZSRR, w oryginalnej odmianie 9-12 i 9-51. Pięć pierwszych MiG-29 i jeden MiG-29UB dostarczono z Rosji w okresie grudzień 1993 – styczeń 1994, a w okresie grudzień 1995 – styczeń 1996 przybyło kolejnych siedem MiG-29 i jeden MiG-29UB. Dzięki temu liczba MiG-29 na Słowacji wzrosła do 24 (21 MiG-29 i 3 MiG-29UB), co pozwoliło sformować w Silač 2.Eskadry Lotnictwa Myśliwskiego. Słowackie odrzutowce często odwiedzają europejskie pokazy lotnicze, chociaż doktryna wojskowa ograniczyła ich udział w ćwiczeniach poza granicami kraju. Wkrótce po tym, jak Słowacja stała się niepodległym państwem, jako jeden z pierwszych krajów przystąpiła ona do programu Partnerstwo dla Pokoju, w czasie którego przyszli członkowie NATO integrowali się ze strukturami sojuszu w ramach ćwiczeń operacji innych niż wojna. W latach dziewięćdziesiątych Siły Powietrzne Słowacji były gospodarzem wielu ćwiczeń w ramach programu Partnerstwo dla Pokoju, a jednym z największych było „Cooperative Chance” przeprowadzone w 1998 roku w bazie Sliač, kiedy to ćwiczono operację opanowywania kryzysu. Wzięło w nim udział około 1200 żołnierzy z jednostek liniowych oraz około 40 samolotów bojowych i transportowych, a także śmigłowców. Siły Powietrzne Słowacji wystawiły cztery eks rosyjskie MiG-29, które latały wspólnie z dwoma eks czeskimi samolotami tego typu, sprzedanymi Siłom Powietrznym Polski. Wśród innych samolotów biorących udział w ćwiczeniu były czeskie i bułgarskie MiG-21, szwedzkie Viggen oraz F-16 z różnych państw.
Duże koszty utrzymania sił lotniczych, a także względy polityczne skłoniły Słowację do stopniowego wycofania ze służby samolotów myśliwskich MiG-21MF (MiG-21UM), myśliwsko-bombowych Su-22M4 (Su-22UM3K) i szturmowych Su-25K (Su-25UBK). Odstawiono też większość z eks czechosłowackich myśliwców MiG-29. W ramach programu restrukturyzacji prowadzonego w latach 2000-2001, MiG-29 z 2.Eskadry Lotnictwa Myśliwskiego przeniesiono do 1.Eskadry Lotnictwa Myśliwskiego z zamknięciem Akademii Lotniczej do bazy Sliač przeniesiono samoloty szkolne L-39 Albatros i w bazie tej ponownie sformowano 2.Eskadrę Lotnictwa Szkolnego, jako jednostkę szkolno-treningową i szkolenia taktyczno-bojowego. W drugiej połowie lat dziewięćdziesiątych i na początku nowego milenium, słowaccy piloci często ćwiczyli z partnerami z NATO w toku wielu wymian jednostek i ćwiczeń. W 2003 roku słowackie „Tygrysy” zostały obserwatorem i honorowym członkiem słynnego stowarzyszenia NATO Tiger Association. Ten status utrzymuje się do dziś, choć personel 1.Eskadry Lotnictwa Myśliwskiego stara się o pełne członkostwo w tym stowarzyszeniu. Na początku nowego milenium Słowację zaproszono do negocjacji w sprawie pełnego członkostwa w NATO. W związku z tym zaczęto poważnie rozważać modernizację pozostałych w służbie MiG-29. Modernizacja ta została zatwierdzona przez rosyjski rząd i 3 lipca 2002 roku podpisano odpowiedni kontrakt pomiędzy rządem Słowacji a korporacją RSK MiG, aneks do tej umowy podpisano w 2004 roku. W rezultacie tego doposażenia słowackie MiG-29 spełniają podstawowe standardy NATO i mogą operować w przestrzeni powietrznej zgodnie z wymaganiami ICAO. Samolot otrzymał nowy komputer, a także nowe wyposażenie nawigacje i łączności, a także nowoczesny radiolokacyjny system identyfikacji „swój-obcy”. Znacznie zwiększyło to możliwości samolotu w zakresie prowadzenia nawigacji oraz współdziałania z lotnictwem NATO przy zwalczaniu celów powietrznych, a także w zakresie współdziałania z innymi rodzajami sił zbrojnych. Nowe systemy zamontowane na MiG-29 zwiększają też bezpieczeństwo latania, a także bardziej unifikują procedury ich eksploatacji z samolotami produkcji zachodniej. Po raz pierwszy firmy amerykańskie, niemieckie, czeskie, brytyjskie i rosyjskie wzięły udział w programie modernizacji sprzętu wojskowego prowadzonej na terenie państwa NATO, jakim Słowacja stała się z dniem 1 kwietnia 2004 roku.
Modernizację przeprowadzono w zakładzie LOTN w słowackim mieście Trenčín, co dało zatrudnienie personelowi zakładu i pozwoliło na rozwój słowackiego przemysłu lotniczego. Łącznie zmodernizowano 10 samolotów jednomiejscowych oraz 2 dwumiejscowe, wśród nich były tylko dwie maszyny eks czechosłowackie, z numerami 3709 i 3911. Modernizacja kosztowała 72,2 milionów USD. W jej ramach zamontowano pojedyncze rosyjskie wielofunkcyjne wyświetlacze MFI-54, nowe moduły wejścia/wyjścia PUS-29 dla wskaźnika projekcji czołowej, radiolokacyjny system identyfikacji „swój-obcy” APX-114 dostarczony przez brytyjską firmę BAE Systems, zintegrowany odbiornik VOR/ILS/MKR AN/ARN-147 dostarczyła amerykańska firma Rockwell Collins, podobnie jak odbiornik TACAN AN/ARN-153. Na samolocie zamontowano też nowy zestaw łączności UKF zakresu metrowego i decymetrowego Rockwell Collins AN/ARC-210, a także odbiornik satelitarnego systemu nawigacyjnego. W system awioniki samolotu włączono też rosyjski komputer BTSWM MWK-03, z oprogramowaniem dla szerokiej gamy uzbrojenia produkcji rosyjskiej. Całość zintegrowano szyną danych MilStd 1553B, a ponadto przyrządy pokładowe wymieniono na wyskalowane w stopach, węzłach i milach morskich. Dodatkowo specjaliści z RSK MiG przeprowadzili remonty płatowców połączone ze wzmocnieniem wewnętrznej konstrukcji samolotu, by wydłużyć jego resurs. Jednocześnie zamontowano też nowy system diagnostyczny umożliwiający eksploatację samolotu według stanu technicznego w miejsce resursu godzinowego (tylko zakres remontów, ale nie resursu całkowitego) samolot może być eksploatowany teraz przez 40 lat (licząc od momentu wyprodukowania) lub przez 4000 godzin lotu. Zmodernizowane samoloty na Słowacji są oznaczone MiG-29AS (jednomiejscowe) i MiG-29UBS (dwumiejscowe). Pierwsze zmodernizowane samoloty zostały oblatane w grudniu 2005 roku. W ramach kontraktu rosyjska firma RSK MiG ma obowiązek zapewnić, że co roku 12 zmodernizowanych samolotów MiG-29 będzie zdolnych wylatać 1200 godzin lotu. W ramach tej części kontraktu w bazie Silač pracuje grupa rosyjskich specjalistów, współdziałając ze słowackimi technikami. W ramach modernizacji dwa MiG-29AS otrzymały nowy typ tak zwanego cyfrowego kamuflażu, znanego jako Cloudcam, opracowanego w 2008 roku przez kanadyjską firmę HyperStealth Biotechnology Corp. Wcześniej na jednym z samolotów zastosowali swój kamuflaż Digital Thunder, był to 0921. Teraz pomalowano w nowy kamuflaż samolot 0619. Planowano przemalowanie tak wszystkich słowackich samolotów, ale zostało to odwołane ze względu na brak funduszy.
Obecnie słowaccy piloci wylatują około 100 godzin rocznie każdy. 1.Eskadra Lotnictwa Myśliwskiego ma tylko ośmiu pilotów, którzy są w pełni wyszkoleni do utrzymywania NATO-owskich dyżurów QRA, czterech kolejnych kończy szkolenie. Dowódca eskadry ppłk. Marián „Buker” Bukovský powiedział, że jego piloci odpalają kierowane pociski rakietowe „powietrze-powietrze” oraz używają bojowego uzbrojenia „powietrze-ziemia” raz na dwa lata. Do strzelań „powietrze-powietrze” używa się rakiet R-60MK i R-73E. W tym celu jednostka przebudowuje się do Polski na ćwiczenia „Strumień”, prowadząc strzelania na poligonie nad Bałtykiem. Do użycia uzbrojenia „powietrze-ziemia” używany jest własny poligon Malacky. Słowackie MiG-29 regularnie biorą też udział z polskimi partnerami w ćwiczeniu „Eagle Talon”, w czasie którego szkolą się w wykonywaniu misji w ramach COMAO, biorą też udział w walkach powietrznych z polskimi MiG-29 i F-16 Jastrząb. 22 października 2011 roku doszło do nietypowego incydentu. Samolot Airbus A330-200 z numerem rejestracyjnym A7-ACF Qatar Airways, wykonując lot QR-18 z Heathrow pod Londynem do Doha w Katarze na poziomie lotu FL390 nad Czechami, wszedł w słowacką przestrzeń powietrzną bez nawiązania łączności ze służbą ruchu lotniczego Słowacji. W cel jego przechwycenia wysłana dwa tygrysie MiG-29, które miały go wzrokowo zidentyfikować. Udało się ponownie ustawić łączność radiową i samolot mógł kontynuować lot do Doha. Siły Powietrzne Słowacji potwierdziły przechwycenie katarskiego A330. Niektórzy komentatorzy podkreślali, że MiG-29 podeszły zbyt blisko samolotu i że stworzyły zagrożenie dla cywilnego ruchu lotniczego, ale ppłk Marián „Buker” Bukovský nie może tego komentować, zauważył jedynie, że zadanie przechwycenia miało priorytet nad zasadami ruchu w cywilnej przestrzeni powietrznej. Obecnie nikt nie jest w stanie powiedzieć, jak długo jeszcze słowackie MiG-29 pozostaną w służbie. Dowódca eskadry wskazuje na to, że w czasie ćwiczeń, takich jak „Eagle Talon” w walkach z polskimi F-16 Jastrząb staje się jasne, że MiG-29 bardzo brakuje możliwości bojowych nowoczesnych NATO-wskich samolotów myśliwskich. Dowódca przewiduje, że jego MiG-29 pozostaną w służbie do około 2018 roku. Jednakże drastyczne cięcia wydatków obronnych Słowacji, z obiecanych 2% PKB do zaledwie 0,9%, wynikłe z kryzysu ekonomicznego Unii Europejskiej, nie wróżą nic dobrego dla słowackich myśliwców.

### Samoloty Szkolne – L39 Albatros
Wraz z dwunastoma MiG-29 z 1.Eskadry Lotnictwa Myśliwskiego działa dziesięć L-39 Albatros z 2.Eskadry Myśliwskiego Lotnictwa Szkolnego. Głównym zadaniem tej jednostki jest szkolenie i doskonalenie pilotów na dwóch wersjach samolotów pozostających w służbie, na sześciu L-39CM i czterech L-39ZAM. Ten tani w eksploatacji i niezawodny samolot szkolno-treningowy oraz szkolno-bojowy oblatano 4 listopada 1968 roku. Seryjna produkcja zaczęła się w 1971 roku w zakładzie Aero Vodochody i trwała aż do 1997 roku. Łącznie zbudowano 2892 samolotów tego typu w różnych wersjach. Były one eksportowane do siedemnastu krajów, ale największym ich odbiorcą był ZSRR, który otrzymał 2081 samolotów L-39 Albatros.
Siły Powietrzne Słowacji otrzymały pierwsza tego typu maszynę 1 stycznia 1993 roku. Początkowo L-39 Albatros były w wyposażeniu kilku różnych jednostek, służąc jako samoloty łącznikowe i szkolno-treningowe, ale ich głównym użytkownikiem była Akademia Sił Powietrznych w bazie Košice. W Akademii tej stacjonował też zespół akrobacyjny "Biele Albatrosy". Kiedy przestał istnieć, pomalowane na biało-niebiesko-czerwono L-39C trafiły do Sliača. Samoloty te dołączyły do uzbrojonych samolotów szkolno-bojowych L-39ZA w 2.Eskadrze Lotnictwa Szkolnego. Kiedy Słowacja stała się członkiem Sojuszu Północnoatlantyckiego w 2004 roku, jej samoloty musiały zostać doposażone, by spełnić podstawowe wymagania i standardy NATO/ICAO. L-39 Albatros otrzymały zachodnie wyposażenie nawigacyjne w tym odbiorniki VOR/ILS, DME, radiokompasu, TACAN i GPS. Wszelkie dane nawigacyjne są wyświetlane na wielofunkcyjnych wyświetlaczach MFD-255K. Zmodernizowane wersje oznaczono L-39CM (Cvičná Modernizovaná – Szkolna Zmodernizowana) i L-39ZAM (Zbraně Modernizovaná – Uzbrojona Zmodernizowana). Prace przeprowadzono w zakładzie remontowym LOTN w Trenčínie, w ścisłej współpracy z czeską firmą ČLS (Česká Letecká Servisní – Czech Aviation Service) SA, mieszczącą się w porcie lotniczym Kbely pod Pragą. Obecne 2.Eskadra Lotnictwa Szkolnego szkoli przyszłych pilotów samolotów myśliwskich MiG-29, którzy wcześniej otrzymują wstępne przeszkolenie w prywatnych szkołach lotniczych. Ci młodzi piloci mogą służyć w 2.Eskadrze „Mustangi” nawet siedem lat. Szkolenie jest podzielone na trzy etapy, elementarne, podstawowe i zaawansowane, a na ich zakończenie lotnicy otrzymują kwalifikacje pierwszego, drugiego i trzeciego stopnia, łącznie obejmuje ono 450 godzin lotu. Dowódcą eskadry i instruktorem jest ppłk Roman „Lolo” Poláček, któremu podlega czterech innych przydzielonych na stałe do eskadry instruktorów. Szkolą oni pilotów w wykonywaniu misji bojowych bliskiego wsparcia sił lądowych oraz w zwalczaniu powietrznych.
Zgodnie z programem szkolenia opracowanym pod kierunkiem dowódcy eskadry, szkolenie z użyciem ostrej amunicji trwało od 21 do 31 marca 2011 roku. Ćwiczenie o kryptonimie „Desert Thunder” było bardzo udane, uzyskano wysoki pozom trafień i zużyto znaczną ilość lotniczych środków bojowych, najwięcej w historii Mieszanego Skrzydła Lotniczego Sliač. W ciągu sześciu dni szkolenia w walkach powietrznych i atakowaniu obiektów naziemnych eskadra wykonała łącznie 141 lotów na dwóch L-39CM i trzech L-39ZAM. Odpalono łącznie 2432 niekierowanych rakiet S-5KO kalibru 57 mm i zrzucono 280 bomb odłamkowo-burzących OFAB-100 o wagomiarze 100 kg. „Desert Thunder” to ćwiczenie prowadzone co roku i jest elementem uczniów pilotów. Mniejsze szkolenia taktyczne z użyciem ostrej amunicji są prowadzone dwa razy do roku. 2.Eskadra Lotnictwa Szkolnego wykonywała loty na swoich samolotach w toku międzynarodowych ćwiczeń, takich jak „Serpentex” czy „New VIP”. Ćwiczenie „Serpentex” prowadzono w bazie Solensara na Sycylii i jego głównym zadaniem było doskonalenie umiejętności w zakresie bliskiego wsparcia lotniczego sił lądowych w terenie górzystym. „Mustangi” ppłk Romana „Lolo” Poláčeka wykonywały zadania bliskiego wsparcia wraz z ekipami z pięciu innych państw NATO. Ćwiczenie „New VIP” jest prowadzone na Słowacji i L-39 Albatros operują wraz z czeskimi lekkimi wielozadaniowymi samolotami L-159 ALCA (zadania uderzeniowo-rozpoznawcze) oraz wielozadaniowymi myśliwcami Saab JAS 39 Gripen (zadania myśliwskie). To ćwiczenie prowadzone co roku przez słowackie i czeskie siły powietrzne, jest ukierunkowane na doskonalenie systemu obrony powietrznej w warunkach silnych zakłóceń elektronicznych.
Obecnie cztery L-39 Albatros znajdują się w zakładzie remontowym LOTN w Trenčínie, przechodząc remont główny. Silniki samolotów Iwczenko Al-25TL zostały wysłane do zakładów Motor Sicz w Zaporożu na Ukrainie, gdzie też przechodzą remonty główne. Po tym remoncie słowackie L-39 Albatros, jako główne narzędzie do szkolenia przyszłych pilotów MiG-29 Sił Powietrznych Słowacji, będą mogły służyć przez wiele kolejnych lat. Dowódca eskadry wspomniał, że samoloty mogą być eksploatowane nawet do 2040 roku. Pierwszy samolot, który wrócił z Trenčina to L-39CM z numerem 5301, dostarczony w grudniu 2011 roku. L-39 Albatros mają wziąć udział w pokazach lotniczych i ten egzemplarz otrzymał specjalne malowanie na cześć generała majora Otto Smika. 22 stycznia 2012 roku w dniu 90. urodzin generała Smika, w Sliač zademonstrowano owo specjalne malowanie. Poza kolorowym statecznikiem, samolot otrzymał trójkolorowy stonowany kamuflaż w różnych odcieniach szarości. Podobny kamuflaż otrzymają też pozostałe samoloty po wykonaniu na nich remontów.10 października 2018 roku rozbił się jeden L-39ZAM Albatros (nr takt. 4711, nr ser. 934711).

### Słowackie F-16
11 lipca 2018 Rada Bezpieczeństwa i rząd Republiki Słowackiej zadecydowały, że nowymi samolotami bojowymi, mającymi w przyszłości stanowić trzon sił powietrznych kraju będą Lockheed Martin F-16V Block 70/72. Odrzucono tym samym ofertę Saab Group i jej Saab JAS 39 Gripen. Kosztorys, przedstawiony przez Premiera Petera Pellegriniego po zakończeniu posiedzenia rady i rządu, opiewa na kwotę 1,589 mld euro za 14 samolotów, szkolenie pilotów, uzbrojenie i dwuletnie wsparcie logistyczne. Wstępne plany zakładają podpisanie umowy z Lockheed Martinem do końca 2018 roku. Maszyny mają zastąpić w służbie używane obecnie MiGi-29AS (10) i MiGi-29UBS (2).

## Wyposażenie
| Samolot                      | Zdjęcie  | Producent         | Typ                                      | Wersja            | Liczba sztuk | Uwagi |
| Samoloty                     | Samoloty | Samoloty          | Samoloty                                 | Samoloty          | Samoloty     | Samoloty |
| ---------------------------- | -------- | ----------------- | ---------------------------------------- | ----------------- | ------------ | --- |
| MiG-29 Fulcrum               |          | ZSRR              | Myśliwiec                                | MiG-29ASMiG-29UBS | 102          | Trzy utracono, 8 MiG-29A i 1 MiG-29UB wycofano, wersja S to modernizacja zgodna z NATO. |
| F-16                         |          | Stany Zjednoczone | Myśliwiec wielozadaniowy                 | Block 70/72       | 2/14         | W roku 2018 Słowacja podpisała umowę z USA na dostawę 14 szt. samolotów F-16. Samoloty mają zostać dostarczone do 2022/2023. Mają zastąpić MiG-29 |
| Aero L-39 Albatros           |          | Czechosłowacja    | Samolot szkolno-treningowy               | L-39CML-39ZAM     | 5 2          | |
| Alenia C-27J Spartan         |          | Włochy            | Samolot transportowy                     | C-27J             | 2            | W 2014 roku zamówiono dwa C-27J które zostaną dostarczone w latach 2016–2017. Pierwszy z zamówionych przez Słowację samolotów dotarł na miejsce 24 października 2017 roku o czym Ministerstwo Obrony poinformowało 27 października tego samego roku. Kilka dni później, 31 października miało miejsce oficjalne powitanie maszyny. Drugi C-27J trafił do służby 9 kwietnia 2018. |
| Let L-410 Turbolet           |          | Czechosłowacja    | Samolot transportowy                     | UPV-EFG           | 4 1          | [ 9 ] |
| Śmigłowce                    |          |                   |                                          |                   |              | |
| Mil Mi-17 Hip-H              |          | ZSRR              | transportowy                             | Mi-17MMi-17LPZS   | 104          | |
| Sikorsky UH-60 Black Hawk    |          | Stany Zjednoczone | wielozadaniowy                           | UH-60M            | 9            | Słowacja w 2015 roku zakupiła dziewięć wiropłatów za kwotę 261 mln dolarów. Mają zastąpić Mi-17. |
| Bezzałogowe aparaty latające |          |                   |                                          |                   |              | |
| Elbit Skylark I              |          | Izrael            | BSL                                      |                   | 5            | |
| Systemy Przeciwlotnicze      |          |                   |                                          |                   |              | |
| S-300P                       |          | ZSRR              | Zestaw przeciwlotniczy dalekiego zasięgu | S-300PMU          | 1 bateria    | System przekazany na Ukrainę. |
| 2K12 Kub                     |          | ZSRR              | Zestaw przeciwlotniczy średniego zasięgu | 2K12 Kub          | 4 baterie    | |